# Centruroides baracoae
Espèce
Synonymes
- Centruroides maisiensis Armas, 1976

Centruroides baracoae est une espèce de scorpions de la famille des Buthidae.

## Distribution
Cette espèce est endémique de Cuba. Elle se rencontre dans les provinces de Granma, de Las Tunas, de Holguín, de Santiago de Cuba et de Guantánamo.

## Description
Les mâles mesurent de 33,8 à 68,5 mm et les femelles de 34,0 à 54,9 mm.

## Systématique et taxinomie
Centruroides baracoae a été placée en synonymie avec Centruroides anchorellus par Armas en 1984. Elle a été relevée de synonymie par Teruel en 2000 qui dans le même temps place Centruroides maisiensis en synonymie.

## Étymologie
Son nom d'espèce lui a été donné en référence au lieu de sa découverte, Baracoa.

## Publication originale
- Armas, 1976 : « Escorpiones del archipielago Cubano. V. Nuevas especies de Centruroides (Scorpionida: Buthidae). » Poeyana, no 146, p. 1-55.